# Kanton Mirecourt
Der Kanton Mirecourt ist seit 1790 ein französischer Wahlkreis im Arrondissement Neufchâteau für das Département Vosges in der Region Grand Est; sein Bureau centralisateur befindet sich in Mirecourt.

## Lage
Der Kanton liegt an der Nordgrenze des Départements.

## Geschichte
Der Kanton entstand 1790. Bis 2015 gehörten 32 Gemeinden zum Kanton Mirecourt. Mit der Neuordnung der Kantone in Frankreich stieg die Zahl der Gemeinden 2015 auf 56. Zu den bisherigen 32 Gemeinden kamen noch 24 der 25 Gemeinden (ohne Rouvres-la-Chétive) des bisherigen Kantons Châtenois hinzu.

## Gemeinden
Der Kanton besteht aus 56 Gemeinden mit insgesamt 16.627 Einwohnern (Stand: 1. Januar 2022) auf einer Gesamtfläche von 349,61 km²:
| Gemeinde                     | Einwohner 1. Januar 2022 | Fläche km² | Dichte Einw./km² | Code INSEE | Postleitzahl |
| ---------------------------- | ------------------------ | ---------- | ---------------- | ---------- | ------------ |
| Ambacourt                    | 290                      | 6,76       | 43               | 88006      | 88500        |
| Aouze                        | 196                      | 11,21      | 17               | 88010      | 88170        |
| Aroffe                       | 91                       | 8,51       | 11               | 88013      | 88170        |
| Balléville                   | 100                      | 6,25       | 16               | 88031      | 88170        |
| Baudricourt                  | 330                      | 3,48       | 95               | 88039      | 88500        |
| Biécourt                     | 91                       | 5,94       | 15               | 88058      | 88170        |
| Blémerey                     | 30                       | 2,48       | 12               | 88060      | 88500        |
| Boulaincourt                 | 63                       | 2,51       | 25               | 88066      | 88500        |
| Châtenois                    | 1.721                    | 17,57      | 98               | 88095      | 88170        |
| Chauffecourt                 | 41                       | 1,89       | 22               | 88097      | 88500        |
| Chef-Haut                    | 48                       | 3,18       | 15               | 88100      | 88500        |
| Courcelles-sous-Châtenois    | 76                       | 2,33       | 33               | 88117      | 88170        |
| Darney-aux-Chênes            | 62                       | 2,44       | 25               | 88125      | 88170        |
| Dolaincourt                  | 90                       | 2,60       | 35               | 88137      | 88170        |
| Dombasle-en-Xaintois         | 124                      | 4,72       | 26               | 88139      | 88500        |
| Dommartin-sur-Vraine         | 292                      | 7,10       | 41               | 88150      | 88170        |
| Domvallier                   | 95                       | 3,24       | 29               | 88155      | 88500        |
| Frenelle-la-Grande           | 101                      | 5,50       | 18               | 88185      | 88500        |
| Frenelle-la-Petite           | 47                       | 3,49       | 13               | 88186      | 88500        |
| Gironcourt-sur-Vraine        | 858                      | 7,51       | 114              | 88206      | 88170        |
| Houécourt                    | 424                      | 9,91       | 43               | 88241      | 88170        |
| Hymont                       | 488                      | 4,17       | 117              | 88246      | 88500        |
| Juvaincourt                  | 183                      | 8,82       | 21               | 88257      | 88500        |
| La Neuveville-sous-Châtenois | 368                      | 7,41       | 50               | 88324      | 88170        |
| Longchamp-sous-Châtenois     | 81                       | 4,85       | 17               | 88274      | 88170        |
| Maconcourt                   | 67                       | 4,90       | 14               | 88278      | 88170        |
| Madecourt                    | 50                       | 4,49       | 11               | 88279      | 88270        |
| Mattaincourt                 | 801                      | 5,95       | 135              | 88292      | 88500        |
| Mazirot                      | 237                      | 6,55       | 36               | 88295      | 88500        |
| Ménil-en-Xaintois            | 168                      | 4,23       | 40               | 88299      | 88500        |
| Mirecourt                    | 4.746                    | 12,12      | 392              | 88304      | 88500        |
| Morelmaison                  | 192                      | 5,48       | 35               | 88312      | 88170        |
| Oëlleville                   | 269                      | 10,08      | 27               | 88334      | 88500        |
| Ollainville                  | 74                       | 6,31       | 12               | 88336      | 88170        |
| Pleuvezain                   | 72                       | 3,80       | 19               | 88350      | 88170        |
| Poussay                      | 660                      | 8,69       | 76               | 88357      | 88500        |
| Puzieux                      | 145                      | 5,42       | 27               | 88364      | 88500        |
| Rainville                    | 274                      | 8,61       | 32               | 88366      | 88170        |
| Ramecourt                    | 148                      | 3,26       | 45               | 88368      | 88500        |
| Remicourt                    | 63                       | 4,22       | 15               | 88382      | 88500        |
| Removille                    | 194                      | 7,55       | 26               | 88387      | 88170        |
| Repel                        | 82                       | 3,46       | 24               | 88389      | 88500        |
| Rouvres-en-Xaintois          | 262                      | 11,19      | 23               | 88400      | 88500        |
| Saint-Menge                  | 117                      | 6,67       | 18               | 88427      | 88170        |
| Saint-Paul                   | 148                      | 4,90       | 30               | 88431      | 88170        |
| Saint-Prancher               | 67                       | 4,41       | 15               | 88433      | 88500        |
| Sandaucourt                  | 174                      | 10,78      | 16               | 88440      | 88170        |
| Soncourt                     | 43                       | 3,91       | 11               | 88459      | 88170        |
| Thiraucourt                  | 100                      | 3,02       | 33               | 88469      | 88500        |
| Totainville                  | 114                      | 5,00       | 23               | 88476      | 88500        |
| Valleroy-aux-Saules          | 256                      | 5,03       | 51               | 88489      | 88270        |
| Vicherey                     | 158                      | 5,88       | 27               | 88504      | 88170        |
| Villers                      | 189                      | 4,97       | 38               | 88507      | 88500        |
| Viocourt                     | 165                      | 4,75       | 35               | 88514      | 88170        |
| Vouxey                       | 169                      | 23,28      | 7                | 88523      | 88170        |
| Vroville                     | 133                      | 6,83       | 19               | 88525      | 88500        |
| Kanton Mirecourt             | 16.627                   | 349,61     | 48               | 8809       | –            |

Bis zur landesweiten Neuordnung der französischen Kantone im März 2015 gehörten zum Kanton Mirecourt die 32 Gemeinden Ambacourt, Baudricourt, Biécourt, Blémerey, Boulaincourt, Chauffecourt, Chef-Haut, Dombasle-en-Xaintois, Domvallier, Frenelle-la-Grande, Frenelle-la-Petite, Hymont, Juvaincourt, Madecourt, Mattaincourt, Mazirot, Ménil-en-Xaintois, Mirecourt (Hauptort), Oëlleville, Poussay, Puzieux, Ramecourt, Remicourt, Repel, Rouvres-en-Xaintois, Saint-Menge, Saint-Prancher, Thiraucourt, Totainville, Valleroy-aux-Saules, Villers und Vroville. Sein Zuschnitt entsprach einer Fläche von 171,77 km2. Er besaß vor 2015 den INSEE-Code 8816.

### Bevölkerungsentwicklung des alten Kantons
| 1962   | 1968   | 1975   | 1982   | 1990   | 1999   | 2006   | 2012   |
| ------ | ------ | ------ | ------ | ------ | ------ | ------ | ------ |
| 14.042 | 14.274 | 14.317 | 14.249 | 13.342 | 12.401 | 11.931 | 11.908 |

## Politik
Seit 1945 hatte der Kanton folgende Abgeordnete im Rat des Départements:
| Vertreter im conseil général des Départements | Vertreter im conseil général des Départements | Vertreter im conseil général des Départements |
| Amtszeit                                      | Name                                          | Partei                                        |
| --------------------------------------------- | --------------------------------------------- | --------------------------------------------- |
| 1945–1946                                     | Raymond Brahy                                 | Radicaux indépendants                         |
| 1947–1973                                     | Henri Parisot                                 | PR, danach CNIP                               |
| 1973–1979                                     | Robert Flambeau                               | UDF-Parti républicain                         |
| 1979–1985                                     | Claude Giet                                   | PS                                            |
| 1985–1986                                     | André Doering                                 | RPR                                           |
| 1987–1998                                     | Jacques Cablé                                 | RPR                                           |
| 1998–2004                                     | Patrick Beisbardt                             | PS, danach parteilos                          |
| 2004–2015                                     | Patrice Jamis                                 | PS                                            |
| 2015–                                         | Nathalie Babouhot Guy Sauvage                 | UMP/LR                                        |